# Tupolev DB-2
Tupolev DB-2 (ANT-37) byl sovětský dvoumotorový jednoplošný dálkový bombardovací letoun. První prototyp stroje vzlétl 16. července 1935. Letouny vytvořily několik rekordů, ovšem i přes tyto úspěchy nedošlo k sériové výrobě a jejich úkoly převzal stroj Iljušin DB-3.
Třetí prototyp ANT-37bis Rodina (Vlast) byl speciálně upraven pro rekordní dálkový let, který 24.-25. září 1938 vykonala tříčlenná ženská posádka mezi Moskvou a Chabarovskem. Tři letkyně, Polina Osipenko, Valentina Grizodubova a Marina Raskova, absolvovaly let v délce 5908,6 km za 26 hodin a 29 minut a ustanovily tak nový mezinárodní ženský dálkový rekord.

## Specifikace

### Technické údaje
- Osádka: 3
- Rozpětí: 31 m
- Délka: 15 m
- Nosná plocha: 85 m²
- Hmotnost prázdného stroje: 5 800 kg
- Max. vzletová hmotnost: 11 500 kg
- Pohonné jednotky: 2 × dvouhvězdicový motor Tumanskij M-86
  - Výkon motoru: 597 kW

### Výkony
- Maximální rychlost: 342 km/h
- Dostup: 8 000 m
- Dolet: 5 000 km
- Dolet s příd. nádržemi: 7 000 km

### Výzbroj
- 3 × pohyblivý kulomet
- 1 000 kg pum